# Circuits continentaux de cyclisme
Les circuits continentaux de cyclisme sont cinq programmes d'épreuves de courses cyclistes sur routes créés par l'Union cycliste internationale en 2005. Ces calendriers viennent en complément de celui du World Tour et des ProSeries. Les épreuves composant ces circuits sont ouvertes aux « UCI ProTeams » et aux « équipes continentales ». Certaines épreuves ont la possibilité d'inviter soit des équipes World Tour, soit des formations nationales amateurs ou semi-professionnelles.
Jusqu'en 2018, les points attribués aux premiers coureurs classés de chaque épreuve, permettaient l'établissement de classements individuels, par équipes et par pays pour chacun des circuits. À partir de 2019, les coureurs sont classés au classement individuel du continent de leur nationalité et ne peuvent donc figurer dans le classement que d'un seul continent. De plus, c'est le classement mondial UCI qui est pris en compte et non plus uniquement les points acquis sur les épreuves des différents circuits continentaux.
Les cinq circuits continentaux sont l'UCI Africa Tour, l'UCI America Tour, l'UCI Asia Tour, l'UCI Europe Tour et l'UCI Oceania Tour.

## Les courses
Les circuits continentaux sont composés des courses internationales, c'est-à-dire garantissant la participation d'au moins dix équipes, dont cinq équipes étrangères, se déroulant sur leur continent.
L'UCI Europe Tour comprend les courses se déroulant sur le continent européen entre janvier et octobre. 
L'UCI Africa Tour, UCI America Tour, UCI Asia Tour et l'UCI Oceania Tour se déroulent généralement du 20 octobre au 19 octobre de l'année suivante.

### Hiérarchie
Les épreuves internationales composant les circuits sont divisées en six catégories, symbolisées par un premier chiffre (1. ou 2.), suivi d'un deuxième chiffre ou des lettres HC (hors-catégorie) :
- Le premier chiffre renseigne sur le type de course : course d'un jour (1.) ou par étape (2.).
- Le deuxième chiffre donne la classe de l'épreuve : les plus difficiles, délivrant davantage de points, sont classées HC (jusqu'en 2019) ; viennent ensuite les premières et deuxièmes catégories.

| Nom et localisation de la course | Catégorie                 | Légende                       |
| -------------------------------- | ------------------------- | ----------------------------- |
| Tour de l'Utah                   | 2.HC (n'est plus utilisé) | course par étape de classe HC |
| Japan Cup                        | 1.HC (n'est plus utilisé) | course d'un jour de classe HC |
| Tour de Murcie                   | 2.1                       | course par étape de classe 1  |
| Paris-Bourges                    | 1.1                       | course d'un jour de classe 1  |
| Tour du Faso                     | 2.2                       | course par étape de classe 2  |
| Flèche ardennaise                | 1.2                       | course d'un jour de classe 2  |

### La participation des équipes aux épreuves
Les équipes admises à participer aux épreuves sont différentes selon la classe de ces dernières :
- jusqu'en 2019, les courses HC accueillent des équipes World Tour dans la limite de 65 % (70 % pour l'UCI Europe Tour) des équipes participantes, des équipes continentales professionnelles, et des équipes continentales du pays dans lequel se déroule la course, ainsi que des équipes continentales étrangères (deux maximum). Elles n'existent plus et sont remplacées par les ProSeries en 2020.
- les courses de classe 1 accueillent des équipes World Tour dans la limite de 50 % des équipes participantes, des  UCI ProTeams, des équipes continentales, ainsi que des équipes nationales du pays dans lequel se déroule la course.
- les courses de classe 2 accueillent des UCI ProTeams, des équipes continentales, ainsi que des équipes nationales, régionales et de club.

## Les équipes
Les équipes cyclistes internationales, enregistrées auprès de l'UCI, sont divisées en trois catégories :
- les UCI WorldTeams, équipes titulaires d'une « licence UCI World Tour »
- les UCI ProTeams, anciennement nommées « équipes continentales professionnelles »
- les « équipes continentales »

### Les UCI ProTeams
Les UCI ProTeams (ex-équipes continentales professionnelles), enregistrées auprès de l'UCI, sont constituées du responsable financier, des sponsors, des coureurs les composant, et des personnes assurant leur fonctionnement (managers, directeurs sportifs, assistants paramédicaux, mécaniciens, etc.). Le nombre de coureurs par équipe est au minimum de 16. Ces équipes sont, pour la saison 2020, au nombre de 19.

### Les équipes continentales
Les équipes continentales sont des équipes reconnues et certifiées par la fédération nationale de cyclisme de la nationalité de la plupart des coureurs la composant, et enregistrées auprès de l'UCI. Les règles les concernant (statut juridique et financier, inscription, contrats-type, etc.) sont fixées par les fédérations nationales, sur la base de règles minimales fixées par l'UCI. Une fédération nationale ne peut pas enregistrer plus de 15 équipes continentales pour une saison donnée. Leurs coureurs ne sont pas nécessairement professionnels, et leur nombre par équipe est compris entre 8 et 16, auxquels peuvent s'ajouter des coureurs spécialisés dans d'autres disciplines (cyclisme sur piste, cyclo-cross, etc.). 

## Les classements
Pour chacun des cinq circuits continentaux, des classements individuels, par équipes, par nations, et par nations moins de 23 ans sont établis.

### Classement individuel
Jusqu'en 2015, les points sont attribués aux coureurs d'équipe continentales et continentales professionnelles (les coureurs d'équipes World Tour ne participent pas à ces classements), selon un barème qui diffère selon la classe de l'épreuve. À partir de 2016, les coureurs d'équipe World Tour sont intégrés au classement. Les points ainsi obtenus par un coureur lors d'une épreuve lui permettent de figurer au classement continental auquel appartient cette épreuve. Un coureur peut figurer dans le classement de plusieurs continents. Le classement individuel devient roulant sur 52 semaines pour les circuits continentaux et est établi au moins une fois par semaine. 
À partir de 2019, les coureurs sont classés au classement individuel du continent de leur nationalité et ne peuvent donc figurer dans le classement que d'un seul continent. De plus, c'est le classement mondial UCI qui est pris en compte et non plus uniquement les points acquis sur les épreuves des différents circuits continentaux.

### Classement par équipes
Jusqu'en 2018, le classement par équipes est obtenu en additionnant les points des 8 meilleurs coureurs de chaque équipe (hors équipes du World Tour) au classement individuel.
À partir de 2019, il est établi par l'addition des points de leurs 10 meilleurs coureurs au classement mondial individuel. Les équipes sont classées au classement par équipes du continent de leur nationalité. Elles ne peuvent donc figurer dans le classement que d’un seul continent.

### Classement par nations
Les classements par nations sont obtenus en regroupant les points obtenus sur les différents circuits continentaux par les huit meilleurs coureurs de chaque pays. Un classement spécifique pour les hommes de moins de 23 ans est également établi.

## Description des cinq circuits

### UCI Africa Tour
Composé d'une vingtaine épreuves, le continent africain a accueilli pour la première fois en 2008 des courses de classe 1. Il s'agissait de la Tropicale Amissa Bongo (qui a lieu au Gabon et était jusqu'en 2007 en classe 2), du Tour ivoirien de la Paix (Côte d'Ivoire) et des Intaka Tech Worlds View Challenge (Afrique du Sud), ces dernières épreuves étant disputées pour la première fois en 2008.

### UCI America Tour
L'UCI America Tour est constitué d'une vingtaine d'épreuves. Seuls les États-Unis accueillaient des courses de classe 1 et HC (le Tour de Géorgie, le Tour de Californie et le Commerce Bank International Championship), désormais l'Argentine, le Brésil et le Canada font de même.

### UCI Asia Tour
Une trentaine d'épreuves composent l'UCI Asia Tour. Les plus prestigieuses sont le Tour de Langkawi (Malaisie) et le Tour du lac Qinghai (Chine), toutes deux en catégorie 2.HC. La Japan Cup (Japon) est également connue pour avoir fait partie de la coupe du monde de cyclisme sur route en 1996.

### UCI Europe Tour
Le calendrier de l'UCI Europe Tour est le plus fourni des cinq circuits continentaux, avec entre 250 et 300 épreuves.

### UCI Oceania Tour
Des cinq circuits continentaux, l'UCI Oceania Tour celui qui comprend le moins d'épreuves. Du fait de l'attribution au Tour Down Under d'une licence UCI ProTour, seules trois à quatre épreuves composent ce calendrier continental depuis 2009.